# نوان، پنجاب
نوان (به انگلیسی: Nawan) یک شهرک در پاکستان است که در ناحیه دیره غازی خان واقع شده‌است.